# 朴亨國
朴 亨國（バク ヒョングク、1965年2月26日 - 2022年12月27日）は、日本の美術史家、武蔵野美術大学教授。

## 来歴
1965年大韓民国慶尚北道高霊郡生まれ。ソウルの延世大学で考古学などを学び、1989年来日。1994年武蔵野美術大学大学院造形学コース修了。1998年名古屋大学大学院修了、博士（文学）学位取得。
2001年に日本語による大著『ヴァイローチャナ仏の図像学的研究』を出版し、日本や東洋美術の優れた研究論文に贈られる國華賞の奨励賞を受賞した。

## 著書
- 『東洋美術史』武蔵野美術大学出版局、2016年。ISBN 9784864630481。

### 共編著・監修
- 井手誠之輔 編『東アジア』 6巻、中央公論美術出版〈アジア仏教美術論集〉、2018年。ISBN 9784805511350。